# Marc Dostert
Marc Dostert, né le 15 octobre 1975, est un musicien, chanteur et chef d'orchestre luxembourgeois.

## Biographie
Marc Dostert reçoit sa première formation musicale dans le chœur des jeunes Petits chanteurs de Diekirch puis avec les Pueri Cantores. Il étudie le chant avec Yannchen Hoffmann, et poursuit ses études musicales au Conservatoire de la Ville de Luxembourg[réf. souhaitée].
Il achève ses études secondaires au lycée de Diekirch et à l'Athénée de Luxembourg où il obtient son diplôme en 1996. Il étudie ensuite le chant à l'Université Johannes Gutenberg de Mayence avec Thomas Dewald : il y obtient son diplôme en 2004.
De 2002 à 2004, il  est chargé de cours à l'Université de Mayence et assistant de Joshard Daus, chef d'orchestre de la chorale universitaire.

De 2004 à 2007 il est professeur au Lycée du Nord à Wiltz, puis de 2007 à 2013 il enseigne à l'école de musique de l'UGDA (Union Grand-Duc Adolphe) à Strassen, et de 2008 à 2011 à l' école régionale de musique de Dudelange. Depuis 2011, il donne des cours de chant au Conservatoire de Luxembourg, où il est nommé professeur en 2016 .

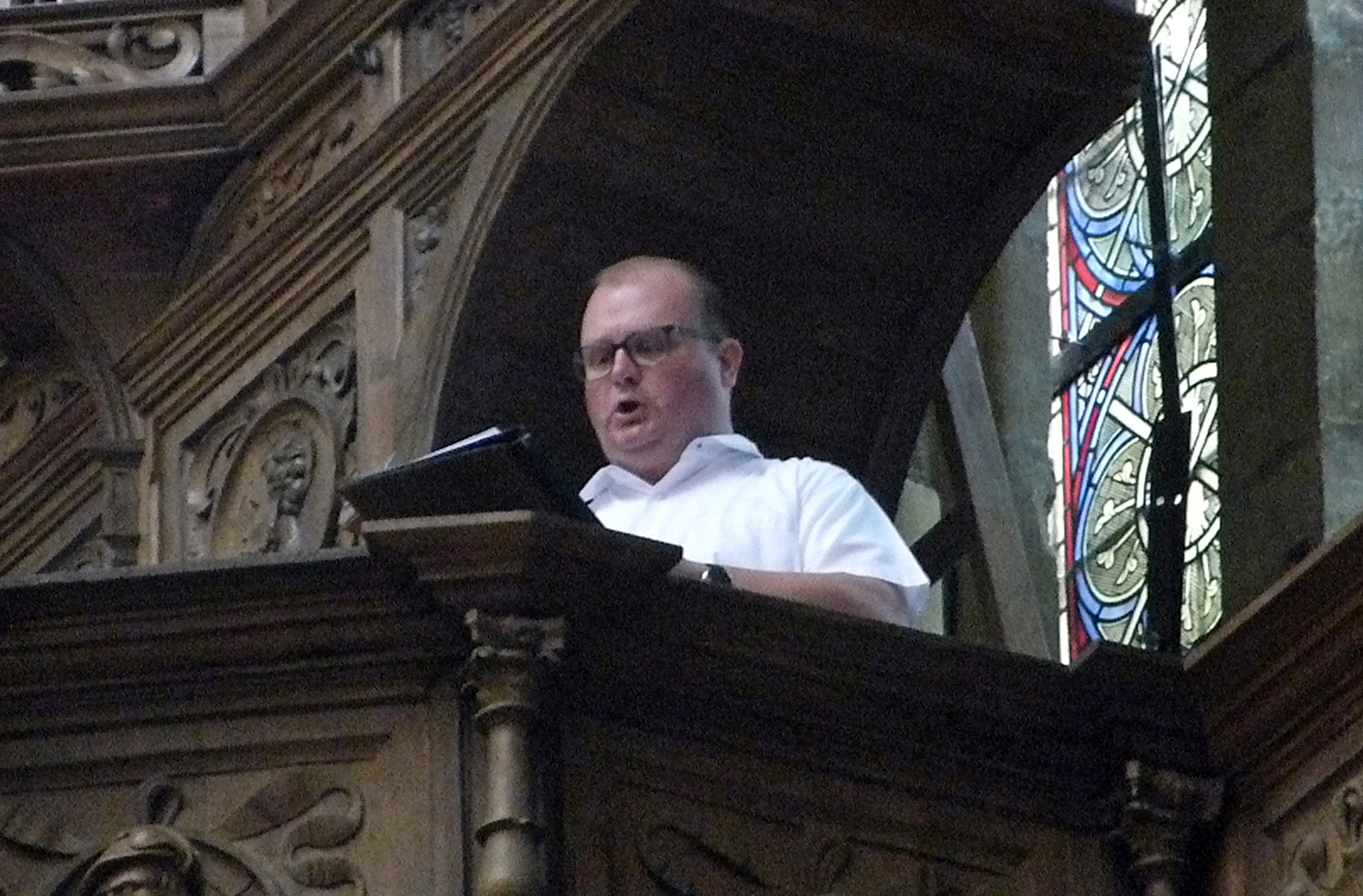
Marc Dostert en concert à la tribune de l'orgue du triforium de la cathédrale Saint-Étienne de Metz le 15 août 2022

De 2006 à 2014, il est chef d'orchestre du Madrigal de Luxembourg et de 2006 à 2013 il dirige la chorale Dikricher Solschlësselcher de Dierkirch.
Il est membre de la Misericordias Schola Gregoriana de Luxembourg et depuis 2013 chef de la Maîtrise Sainte-Cécile de la cathédrale Notre-Dame de Luxembourg.
En tant que chanteur et chef d'orchestre, Marc Dostert collabore avec de nombreux orchestres, chefs et chœurs nationaux et internationaux de renom. Il se produit régulièrement en soliste lors de concerts et de messes au Luxembourg et à l'étranger.

## Vie privée
Marc Dorstert est marié depuis 2013.